# Йован Гъркович
Йован Гъркович, наречен Гапон, (на сръбски: Јован Грковић Гапон или Jovan Grković Gapon) e сръбски революционер, деец на сръбската въоръжена пропаганда в Македония.

## Биография
Гъркович е роден в призренското градче Ораховац, тогава в Османската империя. Завършва призренското богословско училище и заминава за сръбския атонски манастир Хилендар като приема името Йеремия (Јеремија). Заради борбите между българи и гърци напуска Света гора и се включва в Сръбската въоръжена пропаганда в Македония. Получава прякора Гапон по името на руския революционер Георгий Гапон.
Умира в 1912 година в сраженията пред Куманово по време на Балканската война.